# La taza de chocolate
La taza de chocolate es una pintura del artista francés Pierre-Auguste Renoir (1841-1919), que muestra a una modelo conocida como Margot. Renoir dice a Vollard que recuerda la pintura y a la modelo como Marguerite, y que ella era su modelo favorita, «un tipo de mujer que me encantaba pintar». La pintura, fechada entre 1877 y 1878, representa a una joven burguesa sentada bebiendo una taza de café o chocolate en un lujoso interior. Antes en manos de coleccionistas privados, la pintura fue adquirida por el Louvre Abu Dabi en 2022.

## Fondo
Como el resto de los impresionistas en ese momento, Renoir no estaba teniendo mucho éxito con sus exposiciones. Decidió cambiar de dirección y se negó a enviar ninguna obra a la exposición impresionista en marzo de 1878, eligiendo presentar La taza de chocolate al Salón ese mismo año. Esta elección le dio a Renoir la oportunidad de buscar una nueva clientela, lo que llevó a nuevos encargos de retratos. Renoir le escribió al marchante de arte Paul Durand-Ruel (1831-1922): «Hay apenas quince amantes del arte en París capaces de gustar de una pintura sin la aprobación del Salón. Hay 80.000 que no comprarán un centímetro de tela si el pintor no está en el Salón… Mi presentación al Salón es enteramente un asunto de negocios».
El crítico de arte italiano Diego Martelli declaró que Renoir había «abandonado» a los impresionistas y la salonniere y coleccionista de arte Marguerite Charpentier lo animó a volver al Salón de 1878. Renoir presentó el cuadro al Salón con el título El café. Fue aceptado, pero recibió poca atención crítica en ese momento.
Margot reemplazó a Lise Tréhot como la amante y modelo favorita de Renoir, pero murió trágicamente a la edad de 23 años en 1879 de viruela. Después de un período de duelo que le impidió hacer cualquier trabajo, Renoir encontraría el éxito pocos meses después en el Salón de 1879 con La señora de Georges Charpentier y sus hijos. Tras la muerte de Margot, Aline Charigot comenzó a posar para Renoir y se convirtió en su esposa unos años después.

## Obras relacionadas
La Fundación Barnes posee dos obras adicionales del artista de 1912 y 1914 también con el título La taza de chocolate.